# 高田焼

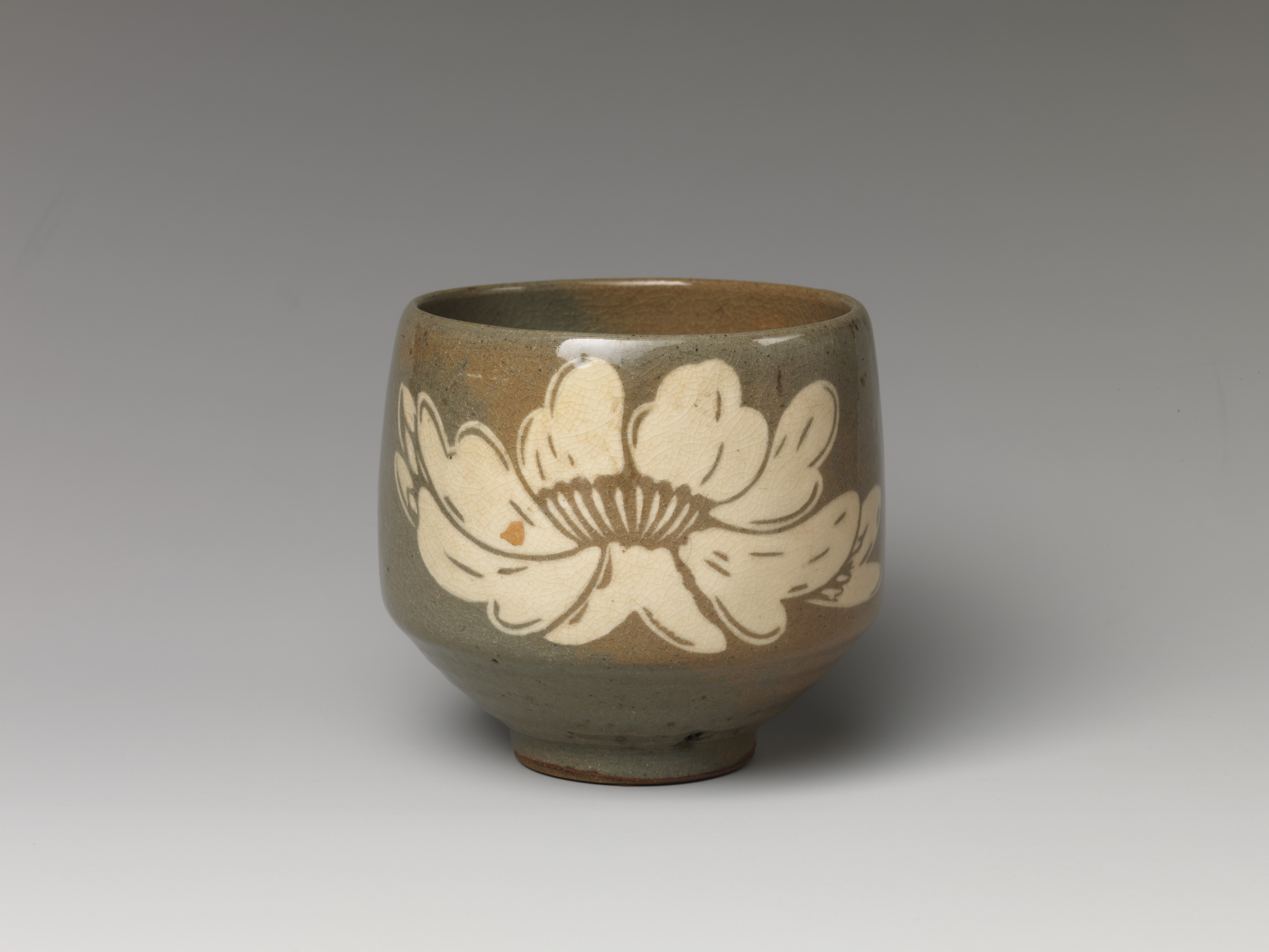
茶碗（19世紀、米メトロポリタン美術館蔵）

高田焼（こうだやき）は、熊本県八代市で焼かれる陶器。八代焼（やつしろやき）ともいう。焼き物には珍しい象嵌を施すところが特徴。

## 概要
文禄の役の後に加藤清正に従って渡来した尊楷（上野喜蔵高国）が、利休七哲の1人で茶道に造詣の深い豊前小倉藩主・細川忠興（三斎）に招かれ、豊前国上野で上野焼（あがのやき）を始めた。
寛永9年（1632年）、忠興が息子・細川忠利の肥後熊本転封に伴って肥後国八代城に入ったのに従い、上野喜蔵も長男の忠兵衛とともに八代郡高田郷に移って窯を築いた。これが高田焼の始まりで、その後は代々熊本藩の御用窯として保護された。明治時代以降、作品に「高田」の印を押したものが作られるようになった。明治25年（1892年）、窯を陶土の産地葦北郡日奈久へ移した。
初期は上野焼の手法を用いていたが、後に高田焼の特色でもある白土象嵌の技法を完成させた。現在もこの流れを汲む技法を堅持しつつも、新たな彩色象嵌を開発するなどして発展を遂げている。

## 高田焼の特色

### 白土象嵌
高田焼は一見、青磁のように見えながら陶器であるのが特色。また、白土象嵌とは成形した生乾きの素地に模様を彫り込み、そこに白土を埋め込んで、余分な部分を削り落とした後に透明釉をかけたものである。独特の透明感と端正さがある。

## ギャラリー

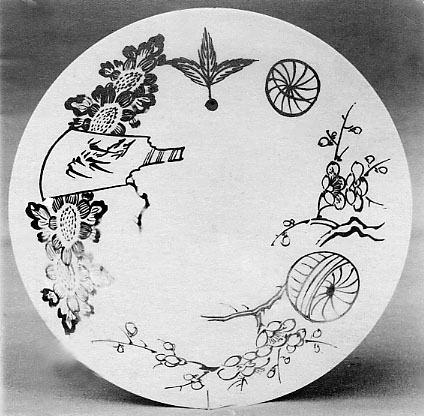
皿
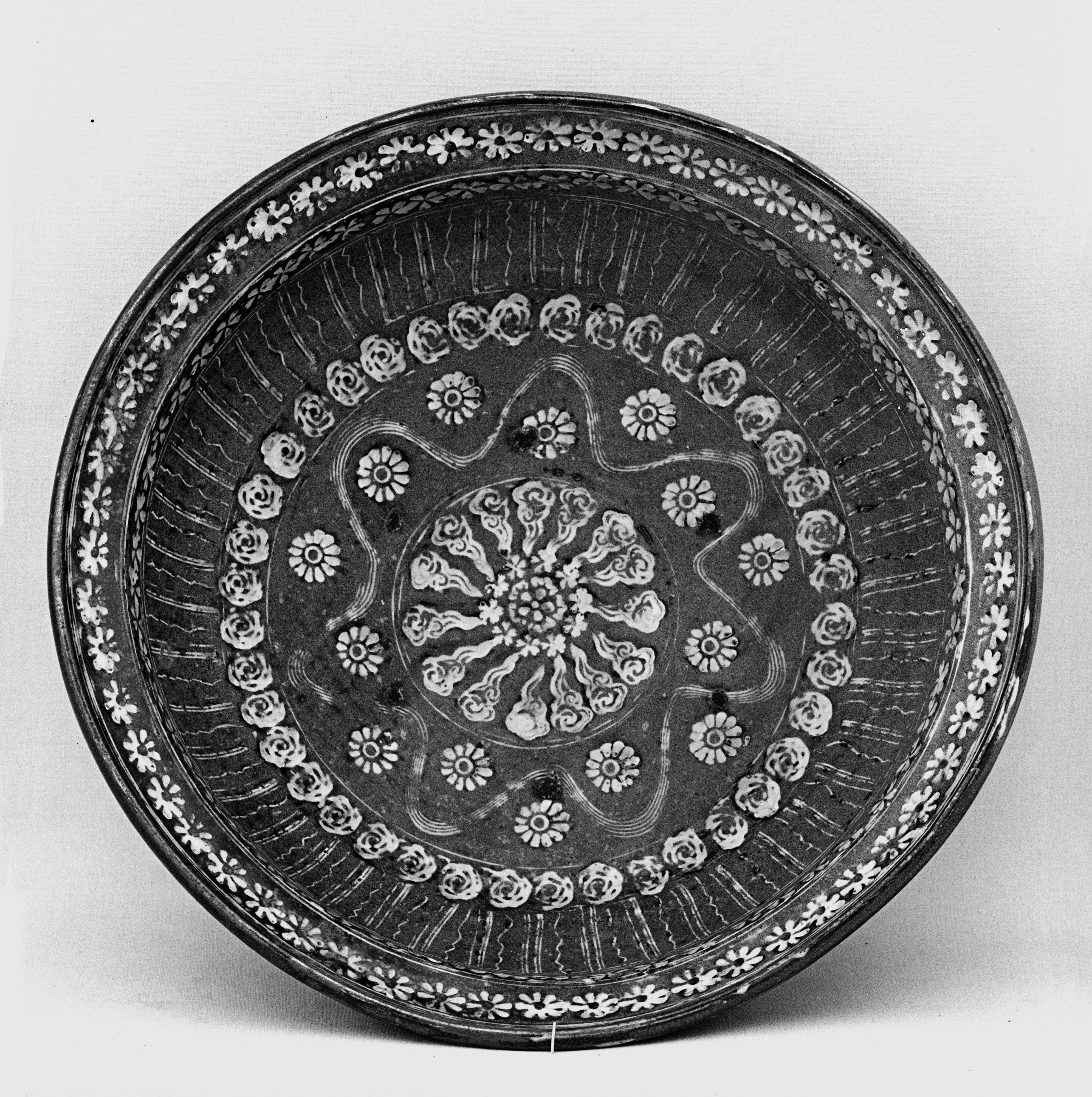
椀
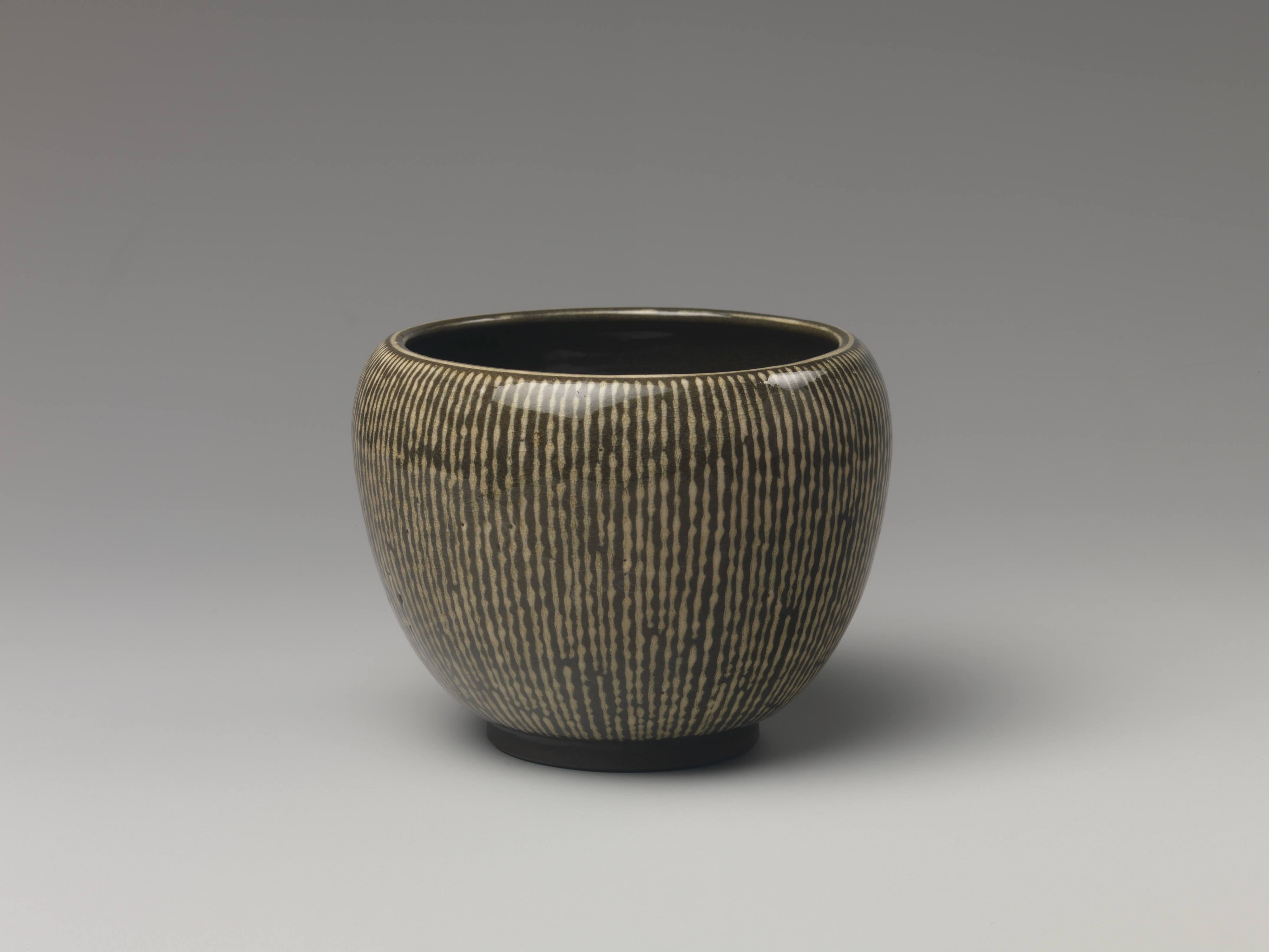
香炉
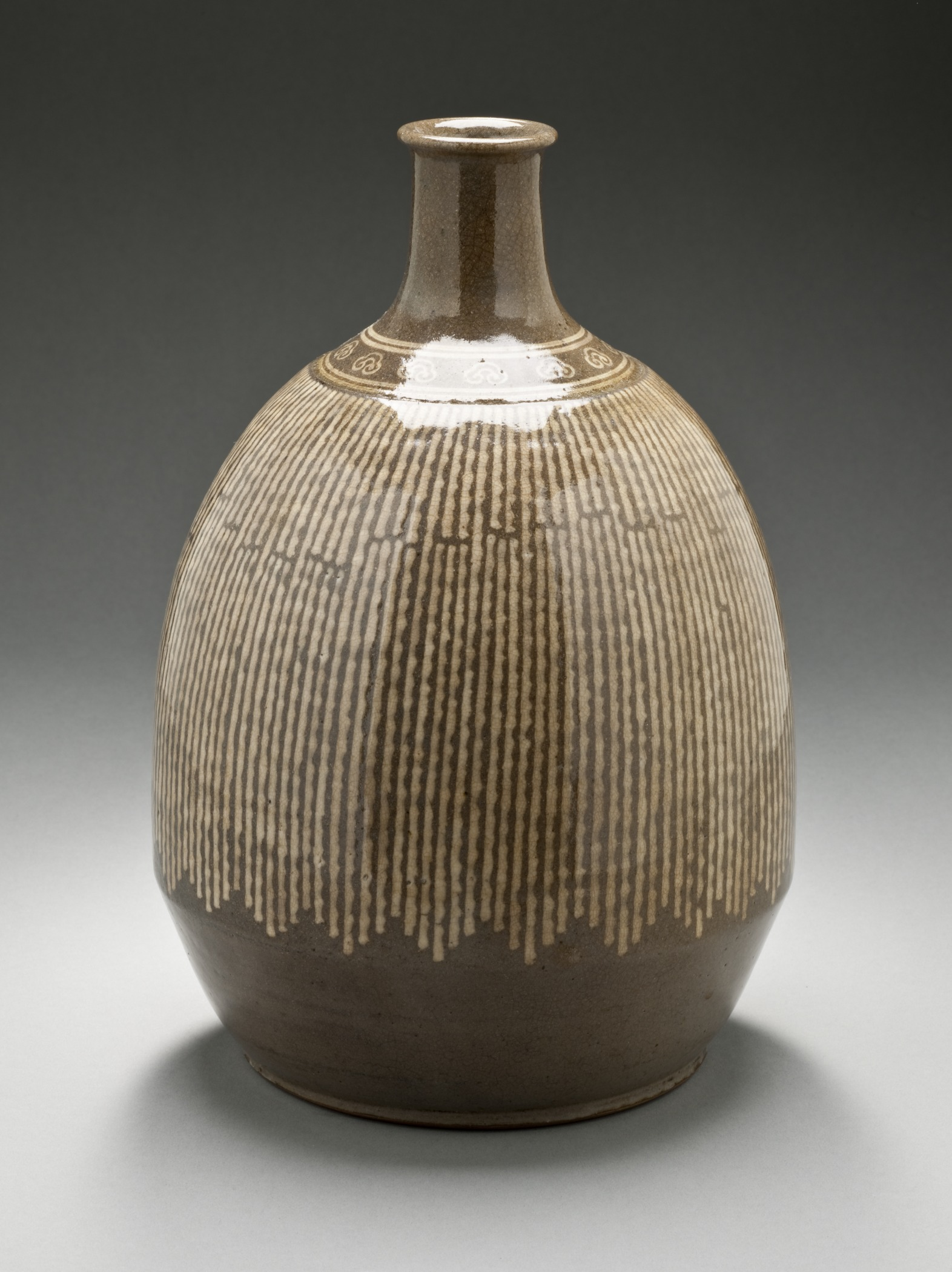
徳利
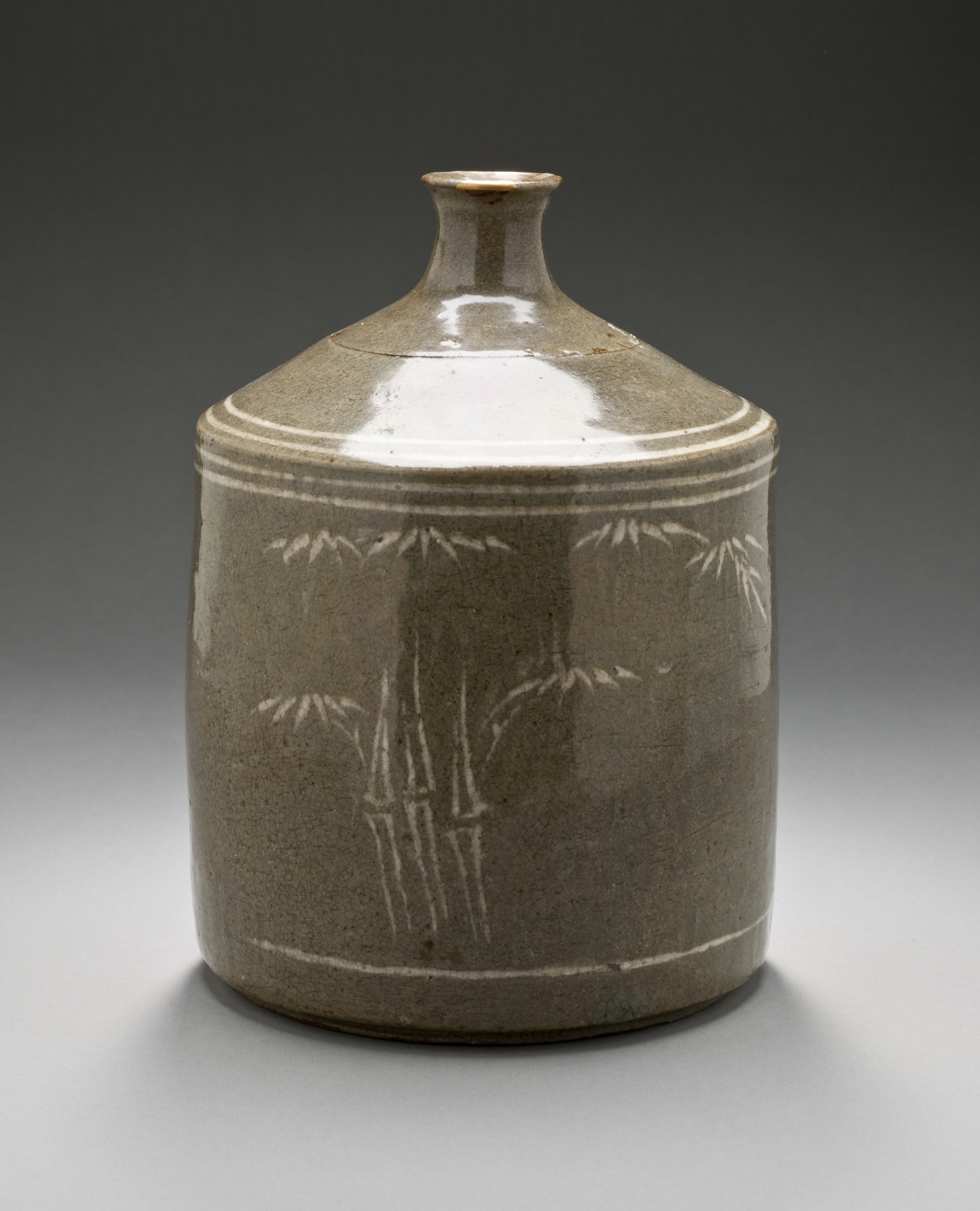
徳利
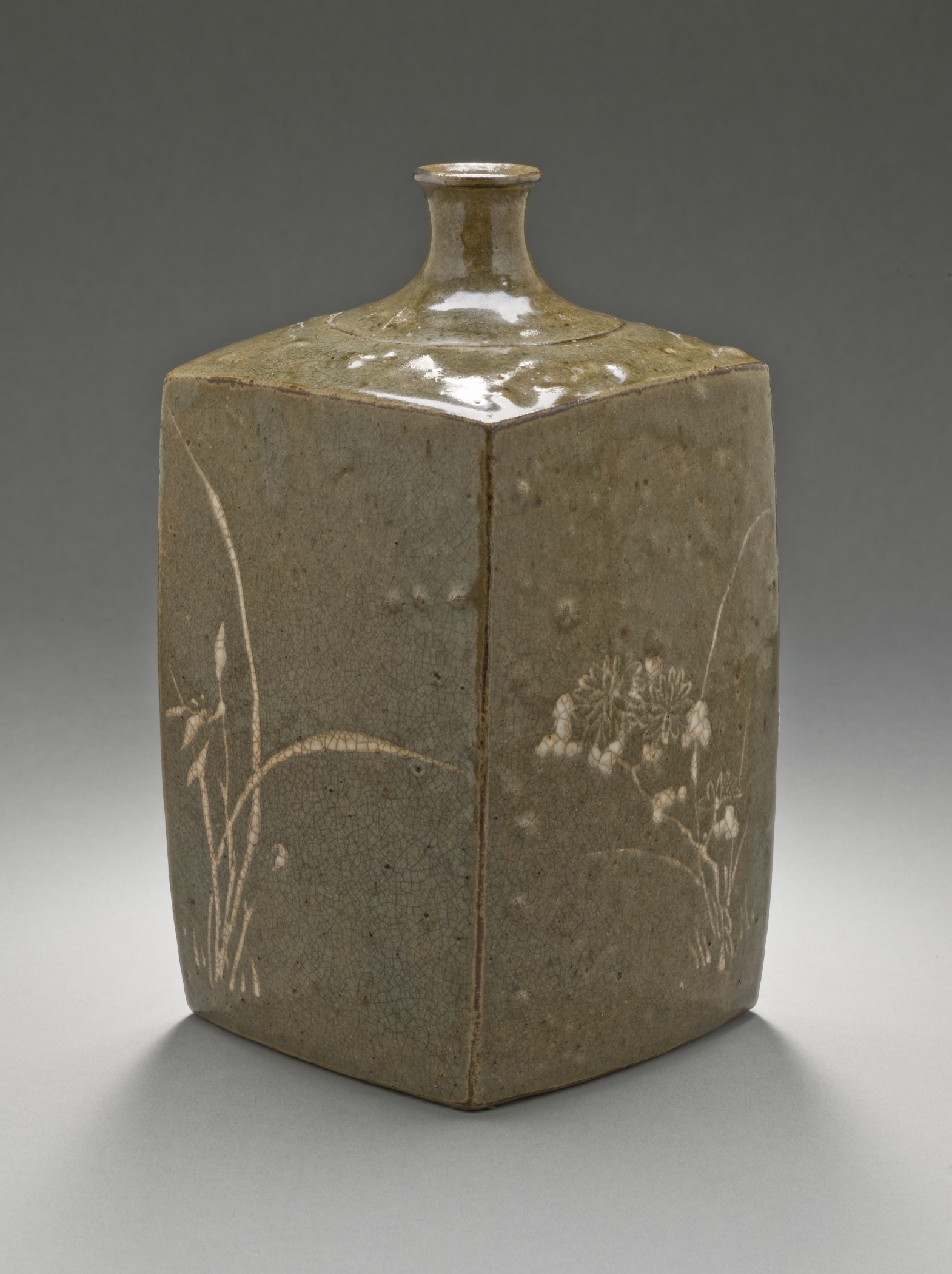
徳利